# 斯拉沃米尔·克尼亚佐维茨基
斯拉沃米尔·克尼亚佐维茨基（1967年5月3日—），斯洛伐克男子皮划艇运动员。他曾代表捷克斯洛伐克、斯洛伐克参加1992年、1996年和2000年夏季奥林匹克运动会皮划艇比赛，其中1996年奥运会获得一枚银牌。